# San Pablo (Barranca)
San Pablo es un caserío peruano ubicado en el distrito de Paramonga, perteneciente a la provincia de Barranca del departamento de Lima, en la costa central del Perú. 

## Ubicación
San Pablo se ubica al noroeste de la provincia de Barranca, en el distrito de Paramonga, en el departamento de Lima.

## Demografía
En 2017 San Pablo tenía una población de 136 habitantes.
| Gráfica de evolución demográfica de San Pablo entre 1993 y 2017 |
|                                                                 |
| Fuentes: Población 1993 y 2017                                  |